# Centrale nucleare di Forsmark
La centrale nucleare di Forsmark è una centrale elettronucleare svedese situata presso la città di Forsmark, nella contea di Uppsala, in Svezia. L'impianto è composto da 3 reattori BWR per 3138 MW di potenza netta.

## Potenziamento dell'impianto
Si sta provvedendo ad aumentare la potenza dell'impianto nel triennio 2008-10 del 13%, per una potenza aggiuntiva di 410 MW per un costo di 225 milioni di €.

## Eventi
- I sistemi di controllo della centrale furono i primi a rilevare l'incidente di Černobyl' e ad avvertire il mondo sull'accaduto.
- Il 25 luglio 2006 in seguito ad un guasto all'impianto elettrico si verificò un incidente che portò allo spegnimento del reattore nº 1 della centrale. L'incidente è stato classificato al livello 2 della scala INES benché diversi esperti abbiano dichiarato che si è sfiorato il disastro. In particolare il responsabile della centrale ha dichiarato che si è trattato dell'evento più pericoloso dopo Three Mile Island e Černobyl', e che solo il caso ha evitato la fusione del nucleo[1].
- Il 26 ottobre 2008, nel reattore nº 3, sono state individuate fessurazioni delle barre di controllo (così come in un'altra centrale svedese basata sul medesimo progetto) pertanto il reattore è stato fermato per controlli.[2]